# Нечаево (Бежецкий район)
Неча́ево — опустевшая деревня в Бежецком районе Тверской области. Входит в состав Моркиногорского сельского поселения.

## География
Находится в восточной части Тверской области на расстоянии приблизительно 30 км по прямой на юг-юго-запад от районного центра города Бежецк.

## История
Деревня была отмечена ещё на карте Менде (состояние местности на 1848 год). В 1859 году здесь (деревня Бежецкого уезда Тверской губернии) было учтено 16 дворов, в 1978 году — 20 дворов.

## Население
| 2008 | 2010 |
| ---- | ---- |
| 2    | ↘0   |

Численность населения: 161 человек в 1859 году, 6 человек (русские 100 %) в 2002 году, 0 человек в 2010 году.

## Известные уроженцы
- Ларин, Иван Яковлевич (1911—2001) — советский военнослужащий, старший лейтенант, Герой Советского Союза.